# Iringajanfrederik
De iringajanfrederik (Sheppardia lowei) is een zangvogel uit de familie Muscicapidae (vliegenvangers).

## Verspreiding en leefgebied
Deze soort is endemisch in het zuidelijke deel van Centraal-Tanzania.